# برهان بزرگتر بودن ۲۲/۷ از عدد پی
برهان معروفی که نشان می‌دهد عدد گویای ۲۲/۷  بزرگتر از عدد پی به دوران باستان بر می‌گردد. یکی از این برهان‌ها که از طریق حساب دیفرانسیل به دست می‌آید به تازگی به خاطر زیبایی ریاضی و ارتباطش با نظریه تقریب دیوفانته مورد توجه قرار گرفته‌است. استیون لوکاس این برهان را «یکی از زیباترین نتایج مرتبط با تقریب عدد پی» می‌نامد.
هدف اصلی این برهان اثبات اینکه ۲۲/۷ بزرگتر از عدد پی است، نیست. ۲۲/۷ (یا ۳۱⁄۷) قطعاً بزرگتر از {\displaystyle \pi } است.

## پس‌زمینه
۲۲/۷ در تقریب دیوفانته تقریباً برابر با عدد پی در نظر گرفته می‌شود. مقادیر این دو عدد به صورت زیر هستند.
{\displaystyle {\begin{aligned}{\frac {22}{7}}&=3.{\overline {142\,857}},\\\pi \,&=3.141\,592\,65\ldots \end{aligned}}}
در سده سوم پیش از میلاد ارشمیدس نگاشته‌بود که ۲۲/۷ یک تقریب بزرگتر از عدد پی است. اثبات وی بر مبانی اندازه‌گیری نسبت محیط دایره محیطی یک ۹۶ ضلعی منتظم استوار بود.

## اثبات
برهان به صورت زیر قابل خلاصه شدن است.
{\displaystyle 0<\int _{0}^{1}{\frac {x^{4}(1-x)^{4}}{1+x^{2}}}\,dx={\frac {22}{7}}-\pi .}
بنابرین, ۲۲/۷ > {\displaystyle \pi }.
محاسبه این انتگرال اولین بار در مسابقه ریاضی ویلیام لاول پاتنام سال ۱۹۶۸ مطرح گردید.